# Dorothy Greenhough-Smith
Dorothy Greenhough-Smith (n. 27 septembrie 1882, Yarm, Anglia, Regatul Unit al Marii Britanii și Irlandei – d. 9 mai 1965, Royal Tunbridge Wells, Anglia, Regatul Unit) a fost o jucătoare de tenis ce a reprezentat Regatul Unit al Marii Britanii și al Irlandei de Nord, medaliată olimpică. A participat la o ediție a Jocurilor Olimpice (1908) în care a câștigat o medalie de bronz.

## Participări
Lista de mai jos prezintă principalele competiții la care a participat Dorothy Greenhough-Smith de-a lungul carierei.
- figure skating at the 1908 Summer Olympics – ladies' singles[*]